# Marina (cântec)
Marina este o melodie italiană din 1959 a compozitorului italo-belgian Rocco Granata, primul său hit internațional și cel mai cunoscut cântec al său. Lansată inițial în 1959 ca fața B a discului single „Manuela”, fața B a devenit mai mult ascultată decât fața A. Cântecul s-a vândut în milioane de exemplare.
A fost numărul 1 în Belgia, 31 în SUA și numărul 1 în Germania Țările de Jos, Italia și Norvegia.
Rocco Granata însuși a rearanjat piesa 30 de ani mai târziu, publicând-o în vara anului 1989 sub numele Rocco and the Carnations ajungând pe locul doi în topuri.

## Piese
- A1 Marina – compusă de Granata
- A2 Manuela – compusă de Bonagura, Fusco
- B1 E' Primavera – compusă de Rocco Granata
- B2 Oh, Oh, Rossi – compusă de Rocco Granata

Orchestra – Rocco Granata și Quintetto Italiano

## Trivia
Succesul lui Rocco Granata, grație cântecului său Marina, stă la baza a două filme:
- 1960 comedia muzicală Marina în regia lui Paul Martin;
- 2013 filmul biografic Marina de regizorul Stijn Coninx.